# Kulový blesk

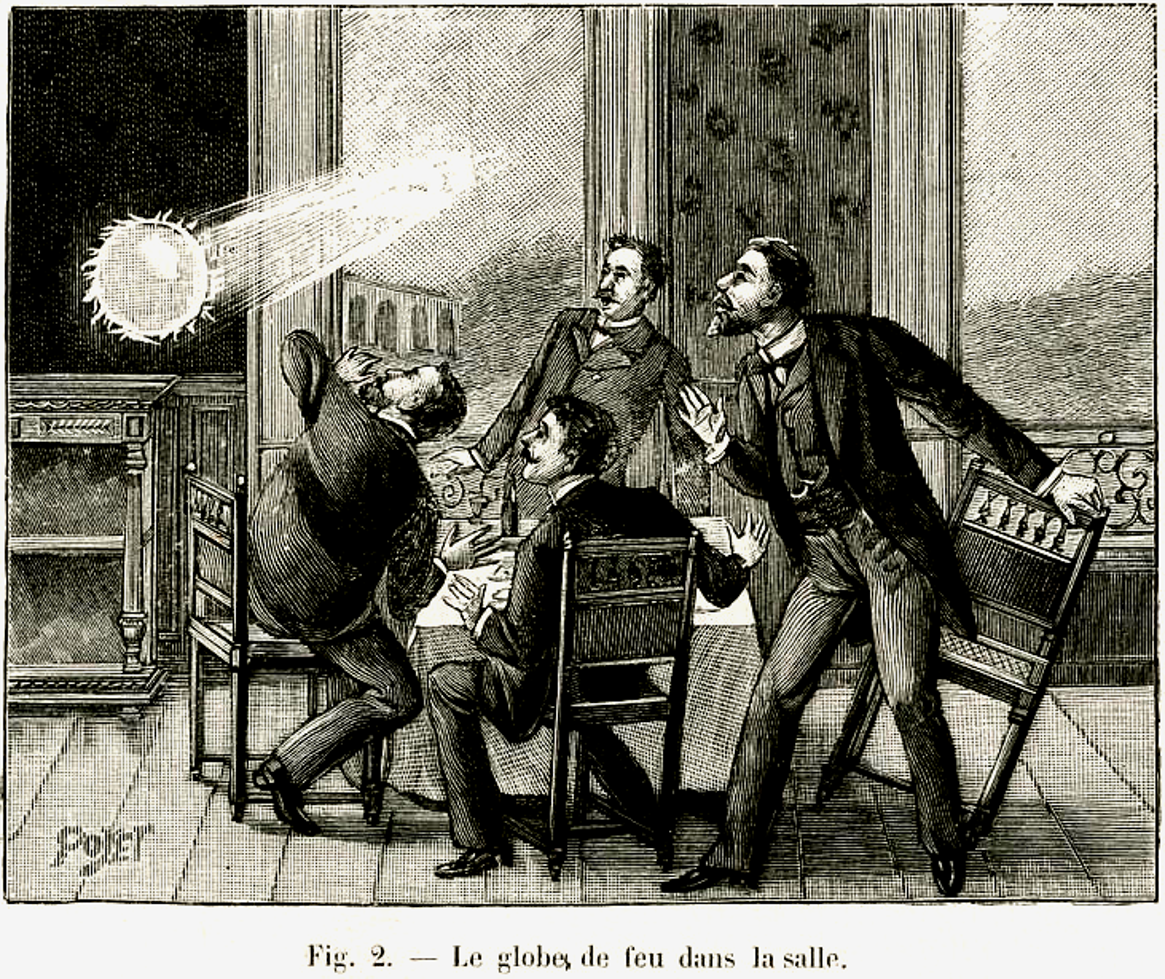
Kulový blesk na rytině z 19. století

Kulový blesk je vzácný přírodní atmosférický elektrický fenomén (tzv. elektrometeor), který dosud není dostatečně prozkoumán a vysvětlen. Je popisován jako zářivý sférický objekt od velikosti hrášku do průměru několika metrů. Je obvykle spojován s bouřkami, ale jev trvá déle než blesk trvající zlomek sekundy. Vzhledem k tomu, že vědecky nebyl dosud kulový blesk popsán, ani se nepodařilo jej v laboratoři vytvořit a jsou k dispozici pouze výpovědi očitých svědků – které se liší, a tím není k dispozici dostatek spolehlivých údajů –, zůstává existence kulového blesku jako jevu dosud neprokázaná. V současnosti je nejpopulárnější teorie křemíkového blesku.

## Charakteristika
Protože současná fyzika neumí kulový blesk zatím popsat ani ho uměle vytvořit v laboratoři (na rozdíl od blesků), je popis kulového blesku závislý na výpovědi očitých svědků, které se často liší. Podle nich může nabývat různých barev od žluté po modrou, pohybuje se obvykle po dobu několika sekund až minut různými směry a zaniká buď výbuchem, nebo i zcela poklidně. Jsou k dispozici pozorování z 19. století popisující pozorování koule, která někdy explodovala a zanechala zápach síry. Popisy kulového blesku se v průběhu staletí objevují v různých historkách, ale většina vědců se k těmto zprávám staví skepticky. Je možné, že některá pozorování UFO lze považovat za pozorování kulového blesku.[zdroj?]
V roce 2007 byla popsána metoda, která simuluje jevy částečně podobné kulovému blesku pomocí elektrického výboje na tenké křemíkové destičce.

V roce 2012 se čínským fyzikům podařilo poprvé zaznamenat spektrum kulového blesku (publikováno 17. 1. 2014).

## Historie a obvyklé popisy události
Fyzikové usilují o racionální vysvětlení podstaty kulového blesku již po mnoho desetiletí. Jednu z teorií navrhl např. Pjotr Leonidovič Kapica. Jevy, které sdílejí řadu pozorovaných charakteristik kulového blesku, lze prý podle některých výzkumníků simulovat i s pomocí domácí mikrovlnné trouby se zapálenou svíčkou (důrazné varování: laicky nezkoušet – nebezpečí výbuchu a požáru).
Popisy pozorování kulového blesku jsou zaznamenány již od středověku a každoročně jsou hlášena další a další setkání s tímto jevem.
Pomocí vysokého napětí se (spíše jako vedlejší efekt jiných pokusů) dařilo relativně často vyrobit kulový blesk vynálezci Nikolu Teslovi, avšak rozhodující faktor tohoto úspěchu není znám. Snad je řešení v použitém materiálu, snad ve struktuře či funkci zařízení.[zdroj⁠?!]
Historicky je zajímavý například kulový blesk, který se údajně objevil roku 1753 při pokusech německého fyzika působícího v Rusku, profesora Georga Wilhelma Richmanna ze St. Petěrburku, jenž byl inspirován pokusy Benjamina Franklina s klasickými blesky. Při pokusu o zachycení blesku pomocí papírového draka se objevil velký kulový blesk a po kontaktu s Richmanovou hlavou vědce zabil. Na jeho hlavě byla patrná výrazná červená skvrna, oděv a obuv jevily známky popálení, obuv se rozpadla na části; další účastník událostí byl odhozen a sražen k zemi, bylo poškozeno i vybavení bytu, rám dveří místnosti se roztrhl a samotné dveře vypadly ze závěsu.
V minulosti se již ohnivé koule v laboratoři podařilo vyrobit i dalším, např. ruským, českým, německým a americkým vědcům, „přežily“ ale velmi krátkou dobu. Například tým Burkarda Jüttera z Humboldtovy univerzity v Berlíně se zatím dostal maximálně ke třetině sekundy.
V říjnu 1638 zabila ohnivá koule za bouřky čtyři věřící v anglickém vesnickém kostele.
V červnu 1993 zranila muže v Olomouci.
Případ, o kterém přinesl zprávy i tisk a Česká televize, se odehrál v Brně 28. října roku 2000 v normálním rodinném bytě. Kulový blesk se objevil v koupelně, kam vstoupil „skrze škvíru“ plechového odvodu spalin z plynového kotle a kde majitelce bytu způsobil popáleniny ruky a obličeje, a dále postupně prolétl celým bytem; tam jej pozorovaly další dvě osoby. Nakonec blesk explodoval v blízkosti okna v obývacím pokoji, přičemž došlo k opadání kousků vnitřní omítky, ke zničení žaluzií a vytrhnutí parabolické antény a úlomky skla byly nalezeny až 50 metrů od místa výbuchu. Bylo také poškozeno zařízení bytu. Svědci popisují jev jako bíle zářící objekt složený ze dvou částí, kulaté hlavy a spirálovitého ocasu, a uvádějí zvláštní zdánlivé nebo skutečné změny prostoru v blízkosti blesku, kdy mělo docházet k deformaci prostoru popsané jako „nafukování“ místnosti a zvláštnímu pocitu tlaku směrem od blesku. Poté, co blesk z místnosti vylétl, jako by se všechny rozměry vrátily do původního stavu.
V minulosti byly pozorovány i podobné jevy vystupující z mořské vody či jezera nebo i miniaturní kulové blesky vycházející z obyčejné elektrické zásuvky.
„Když jsem pracoval ve Varšavě, v laboratoři, kde se testují účinky blesků na různé části letadel, využívali jsme výkonné silnoproudé výboje. S jejich pomocí jsme také zkoušeli vytvářet kulové blesky,“ vzpomíná Pavel Kubeš z Elektrotechnické fakulty ČVUT v Praze. Svíjením a smotáváním proudových kanálů vznikaly stovky několikacentimetrových ohnivých koulí, které „přežívaly“ zhruba milisekundy. Občas se také zrodila větší, třeba deseticentimetrová koule.
Často dochází ke vzniku kulových blesků také v oblastech seismicky aktivních a v oblastech s pohybem lávy pod zemským povrchem.
Přelom může znamenat nový experiment Antonia Pavaa a Gersona Paiva z Federální univerzity v brazilském Pernambucu (2006). Zrodil se při něm kulový blesk o velikosti ping-pongového míčku, který se po laboratoři proháněl celých osm sekund.  Informoval o tom časopis New Scientist. Práci měl následně zveřejnit také Physical Review Letters.
Antonio Pavao a Gerson Paiva vložili mezi dvě elektrody křemíkovou destičku silnou jen asi 0,3 milimetru. Proud o velikosti 140 ampérů vytvořil elektrický oblouk. Ten zformoval obláčky křemíkových částic, které se uskupily ve žhnoucí, lehce ochmýřené kuličky modrobílé nebo oranžovobílé barvy. „Vypadaly jako živé,“ popisoval Antonio Pavao experiment nadšeně v časopise New Scientist.
Teplotu vzniklých kulových blesků odhadli vědci zhruba na 1700 °C. Žhnoucí koule byly schopné roztavit plast. Během pokusu také propálily Paivovy džíny. Za nejpozoruhodnější ovšem vědci považují to, že kulové blesky poletovaly laboratoří celých osm sekund.
Brazilští vědci vyšli při přípravě pokusu z teorie, podle níž jsou ohnivé koule vytvořeny z propletených hořících částic křemíku. V únoru 2000 ji v prestižním časopise Nature popsali John Abrahamson a James Dinniss z Canterburské univerzity v novozélandském městě Christchurch. Na utváření kulových blesků pohlíželi spíše chemicky. Za spouštěcí mechanismus jejich vzniku považovali úder blesku do zemského povrchu. Více než čtvrtina zemského pláště je tvořena sloučeninami křemíku a tento prvek je při vysokých teplotách dosti nestabilní. Bleskový výboj tak při střetu se zemí uvolní oblak křemíkové páry, který se sbalí do jakéhosi chomáče. Když začnou částice křemíku reagovat se vzdušným kyslíkem, uvolní se světlo a teplo. Případný pozorovatel tak spatří žhnoucí kouli. Je však možné, že elektrochemická reakce křemíku pouze otvírá cestu k jevu zcela odlišnému a že metod, jak "nastartovat" vznik kulového blesku, je více. Jisté je, že kulový blesk často vzniká i v prostředí, kde se křemík v potřebné koncentraci nenachází. Teorie, ze které brazilští vědci vyšli, navzdory jejich zásadnímu praktickému úspěchu nemusí znamenat východisko pro úplnou a obecnou teorii kulového blesku. Musíme brát například v potaz skutečnost, že hořící chomáč křemíkové páry nemůže procházet například sklem, kovem či stěnou, což je u přírodního kulového blesku vlastnost mnohokrát doložená.[zdroj?]
Australský astrofyzik Stephen Hughes je přesvědčen, že kulový blesk a nejčastější typ UFO (tzv. UFO hlavní třídy) jsou téže, přirozené, elektrické podstaty a že je můžeme řadit mezi ostatní atmosférické jevy, závislé nejčastěji na počasí (Spirit, 3/2011). Někteří čeští záhadologové se již od roku 2004 domnívají, že podstata kulového blesku a UFO hlavní třídy (předpokládaného přirozeného původu) je nejspíš skutečně shodná a přirozená, ale tvrdí, že elektřina může zrod kulového blesku jako jeden z možných faktorů jen nastartovat, ale elektrony a elektrické jevy podle nich jeho podstatu netvoří (konference UFO na serveru www.pandora.cz).
Výzkumníkům z čínské Northwest Normal University se podařilo něco, o co vědci usilují již celé století: zaznamenat spektrum kulového blesku. Blesk byl pozorován 23. července 2012
(Výsledky prvního záznamu jeho spektra vyšly 17. ledna 2014 v článku autorů Jianyong Cen, Ping Yuan a Simin Xue v časopise Physical Review Letters.) 

## Pozorované projevy
Je charakteristické, že hlášení o pozorování kulového blesku udávají značné odlišnosti ve vlastnostech jevu. Celkově je lze shrnout následujícím způsobem:
- tvar – ve většině případů koule, někdy přesná koule, někdy mírně zploštělá, někdy roztřepený útvar, někdy koule s vícenásobným vřetenovitým ocasem, kolem kterého mohou vířit další miniaturní kulové blesky; někdy tvar kapky, protáhlý elipsovitý tvar, doutníkovitý, hruškovitý, prstencovitý tvar a jiné útvary; někdy se kulovité útvary (UFO nebo kulové blesky?) vyskytují vícenásobně; někdy se taková formace pohybuje synchronně nebo jinak koordinovaně; je někdy schopný deformace při průchodu menšími otvory.
- velikost – průměr od několika centimetrů po více než metr, obvykle asi jako pomeranč až fotbalový míč; některé domácí i zahraniční hypotézy z počátku 21. století se pokoušejí sjednotit kulové blesky i s hlavní třídou UFO, do které spadají i objekty dosahující řádově velikosti až stovek metrů.
- barva – nejvíce jasně svítivě bílá, žlutobílá, žlutá až oranžová, resp. načervenalá až červená, modrá a fialová
- transparentnost – někdy je kulový blesk zejména na okrajích průsvitný až průhledný, jindy vůbec, někdy jsou jeho okraje jasně zřetelné, jindy vůbec
- teplota – přímo nebyla nikdy změřena, svědci hlásí případy popálení pokožky (i bez přímého kontaktu), vypaření vody nebo i roztavení skla v blízkosti jevu, v jiných případech naopak při průletu kolem hořlavých látek jako papír nebo textil nedošlo k jejich poškození; kulové blesky se tedy jeví jednou jako relativně studené, většinou však horké nebo okolí zahřívající. U horkých není ovšem jasné, zda je tepelný účinek vyvoláván (jen) infra-zářením, mikrovlnami, volnými elektrony nebo jinak.
- energie – ve známých formách projevená energie u horkého nebo explodujícího kulového blesku do průměru 50 cm byla v roce 2020 na základě posouzení jeho různých historických „výkonů“ (var vody, popáleniny, exploze) vypočítána na 1,2–270 mJ.
- elektrické projevy – bylo hlášeno poškození elektroniky a elektrických spotřebičů elektrickým přepětím, dokonce elektrické vedení a zásuvky vytrhány ze zdi; poměrně často sleduje elektrické vedení, a to v domě i v krajině
- zvuk – obvykle bezhlučný, někdy vydává tiché bzučivé a vrčivé zvuky nebo popraskávání připomínající drobné elektrické výboje
- pohyb – obvykle poměrně pomalý, srovnatelný s chůzí až během člověka, často sleduje nějaký elektrický vodič (např. rozvody elektrické energie v bytě); pohybuje se podél pevných povrchů, předmětům se vyhýbá nebo se od nich odráží, některá hlášení udávají jeho zdánlivé unášení větrem, jindy naopak postupuje proti směru proudění vzduchu; někdy se pohybuje jakoby inteligentně nebo bez zjistitelných příčin změny směru a rychlosti pohybu. Větší objekty, označované spíš jako UFO, se však dokáží pohybovat i rychlostí řádově tisíců až desítek tisíců km/h a provádět i manévry současnou známou leteckou technikou neproveditelné.[zdroj?]
- koincidence – kulový blesk se od pevných povrchů odráží, vyhýbá se jim nebo s nimi koliduje (někdy vznikají i popáleniny, deformace či dojde k explozi), někdy jimi vzácně dokáže i procházet (!), a to jak nedestruktivně (někdy dokonce inertně, jakoby intaktně a „nehmotně“), tak destruktivně (propálením, proděravěním, protrhnutím); většinou se neprojevuje ničivě, většinou nezabíjí zvířata ani osoby, často dokonce ani nepálí. Zdá se, jako by častěji usmrcoval zvířata než člověka. Při explozi kulového blesku může dojít k poškození elektroniky v okolí.
- objevení – často se kulový blesk objevuje za bouřky nebo v její blízkosti, někdy přímo po úderu klasického blesku, v bytě se často vynořuje z komínového otvoru nebo kamen, jsou však hlášeny případy pozorování kulového blesku za bezmračného, slunečného počasí, pozorování kulového blesku hlásili i piloti letadel, která byla kulovým bleskem po nějakou dobu doprovázena nebo se blesk pohyboval přímo mezi cestujícími dopravního letadla
- zánik – značně rozdílným způsobem, v některých případech mizí tiše často v blízkosti elektrického vodiče nebo elektrické zásuvky, jsou však popsány i velmi dramatické projevy jako exploze schopná zdemolovat celý byt nebo rodinný domek, v Německu kulový blesk při explozi rozštípal na třísky starou hrušeň
- doba životnosti – většina pozorování se odehrála v časovém úseku několika desítek sekund, výjimečně byl pozorován kulový blesk až několik minut
- účinek na smysly a psychiku – někteří pozorovatelé uvádějí pocit strachu, pocit tlaku nebo dokonce rozepínání prostoru kolem kulového blesku. Zajímavé je, že pocit bezprostředního ohrožení mají někdy i pozorovatelé, kteří jsou od kulového blesku vzdáleni stovky metrů. Pocit tepelného účinku je, zdá se, objektivní a „horký“ kulový blesk způsobuje popálení nábytku i osob.

### Optické spektrum
V roce 2012 bylo při sledování úderu obyčejného blesku mezi zemí a mrakem získáno (v roce 2014 publikováno) první optické spektrum kulového blesku. Během 1,64 s trvání kulového útvaru byly zaznamenány čáry atomárního neutrálního křemíku, vápníku, železa, kyslíku a dusíku (naproti tomu v mateřském blesku zářil hlavně ionizovaný dusík). Teplota kulového blesku nebyla určitelná přesně, ale byla nižší než u mateřského blesku (tedy jistě pod 15000–30000 K). Byly zaznamenány oscilace jasu (a pravděpodobně i teploty) na 100 Hz, dané přítomností 50 Hz vysokonapěťového elektrického vedení v blízkosti.

## Hypotézy o původu jevu
Dodnes byla předložena řada teorií o původu a podstatě kulového blesku, žádná z nich však není schopna kompletně vysvětlit hlášená pozorování tohoto úkazu. Přitom je obvyklé, že z teoretického vysvětlení jevu vyplyne i způsob jeho laboratorního opakování za definovaných fyzikálních podmínek. To se však do roku 2006 příliš nedařilo, přestože se občas objeví zprávy o uměle vyrobených kulových blescích. Ty však mají obvykle jen velmi malou životnost i velikost a příliš se svými vlastnostmi (zejména dobou životnosti) nepodobají hlášeným jevům.
Není zatím možné určit, zda kulové blesky vznikající účinkem blesku, účinkem sopečné a seismické aktivity, účinkem elektrického výboje v laboratoři aj. jsou shodné – např. fyzikální, elektrické – podstaty nebo jde o rozdílné jevy. Je dokonce možné, že i pomocí elektrického výboje v laboratoři lze získat kulové blesky rozdílné podstaty.

### Plazmatická teorie
Patrně nejvíce přijímanou teorií o podstatě kulového blesku je jeho plazmatický původ. Podle této teorie jde o ohraničenou část prostoru, v níž se nějakým doposud nevysvětleným způsobem daří udržovat relativně stabilní plazma, což je stav hmoty, kdy vedle sebe existují volné elektrony a kladně nabité ionty společně reagující na magnetické pole.
V současné době není technickým problémem plazma vyrobit a lze je pozorovat v řadě praktických aplikací, od svařování kovů po přípravu nových chemických sloučenin. Plazma ale díky své teplotě silně vyzařuje, a tím se poměrně rychle ochlazuje. Jeho dlouhodobou existenci je možno udržet pouze při dodávání energie.
Podle zastánců plazmatické teorie kulového blesku je možné, aby za doposud neznámých podmínek v malé části prostoru došlo k vytvoření uzavřené elektromagnetické „kapsy“, která udržuje plazma při životě.
Hlavním problémem je poměrně stabilní konfigurace kulového blesku. Struktury vytvořené a udržované elektromagnetickými silami, které jsou v plazmatu dominantní, snadno nabývají vláknitých (blesk) nebo plošných tvarů (polární záře), ale kulové vytvářejí jen velmi zřídka. Přesto je možné je ve speciálních podmínkách pozorovat, i když se velmi rychle rozpadají. Pro počáteční vznik plazmatu by pak postačil úder klasického blesku, který může snadno vytvořit dostatečnou teplotu i dodat energii pro ionizaci atomů atmosféry nebo zemského povrchu.
Nutno zde podotknout, že u nás dosud užívaný termín „kulový blesk“ je zavádějící a laickou veřejnost matoucí. Pod pojmem „blesk“ se ve skutečnosti rozumí elektrický výboj (čárový, perlový), trvající zlomky sekund, kdežto životnost plazmoidu, označovaného za kulový blesk, dosahuje nejen desítek sekund, ale mnohdy až minut.[zdroj?]

### Křemík
Tato teorie vysvětluje fenomén kulového blesku jako poměrně pomalou oxidaci páry atomárního křemíku, spojenou možná i s reakcí vodních par. Autoři tvrdí, že například úderem klasického blesku do podloží s vysokým obsahem křemene může vlivem energie blesku dojít k vytvoření lokálního útvaru, jakéhosi oblaku z křemíku v atomárním stavu. Elektrostatické síly udržují oblak křemíkové páry pohromadě a ochlazováním vzniká aerosol křemíkových nanočástic o velikosti maximálně jeden nanometr. Křemík v uvedené podobě se potom poměrně pomalu slučuje s kyslíkem ze vzduchu za uvolňování světla a tepla, do reakce se může zapojit i vodní pára přítomná v atmosféře. Jinou možností je, že sice kulový blesk může vzniknout vlivem elektrického výboje blesku na krystalické mřížce křemíku či jeho sloučenin, ale sám není tvořen hořícími atomy křemíku a jeho podstata je i jiná.
Objevují se i teorie, že podobným způsobem by mohl reagovat atomární uhlík, tedy jakési nanočástice grafitu, vzniklé analogicky jako v případě křemíkové teorie. Spekuluje se i o možnosti zpětné reakce vodíku s kyslíkem, jichž atomy vznikly rozkladem vody po úderu obyčejného blesku.
Základní nevýhodou obou teorií je skutečnost, že se do roku 2005 nikomu nedařilo podobný jev vytvořit uměle, přestože se v laboratorních podmínkách dá poměrně snadno nasimulovat jeho počáteční fáze, tedy působení silného elektrického výboje na různé materiály. V roce 2006 byly zaznamenány první úspěchy při působení elektrického výboje na křemíkovou destičku. Přestože jde o první relativně spolehlivou možnost umělého vytvoření kulového blesku, která jakoby opodstatněnost teorie prokazovala, zdá se, že současná teorie paradoxně ve skutečnosti nepostačuje k popsání mechanismu vzniku ani podstaty kulového blesku, třebaže ke schopnosti vytvořit blesk v laboratoři výrazně přispěla. Skutečný kulový blesk (a tím pádem to musíme očekávat i od jeho věrného laboratorního modelu) občas například dokáže procházet pevnou překážkou (např. skrze sklo). Nicméně křemíkové teorii schází vysvětlení, jak je možné, že kulový blesk pevnými předměty prochází.
Tato teorie je podle některých badatelů zatím nejvíce odpovídající prvnímu zachyceném optickému spektru kulového blesku.

### Lokální topologická porucha
Kulový blesk představuje určitý jev v prostoru i čase, což není ovšem v přírodě nic mimořádného (na úrovni atmosférických jevů viz např. tornádo nebo cyklon). Velmi spekulativní je ovšem hypotéza, vysvětlující kulový blesk jako lokální topologickou poruchu přímo v podkladovém časoprostoru, resp. že taková porucha s jeho výskytem může souviset. Současná teoretická fyzika takto nechápe ani singularity časoprostoru svazované s gravitačním kolapsem a existencí černých děr. Někteří záhadologové se ale domnívají, že teorie morfické rezonance Ruperta Sheldraka, která byla formulována převážně na základě biofyzikálních, biosociálních a fyzikálně-chemických jevů, dává šanci i na popis případů pseudorelativistického narušení struktury (časo)prostoru a struktur dalších úrovní existence fyzikální reality, které byly doposud předmětem fyzikálního popisu.[zdroj?]

### Další teorie
Byla podána řada dalších vysvětlení pozorování kulového blesku, z nichž některá jsou spíše úsměvná, jiná mohou vysvětlit jen velmi malou část pozorovaných jevů. Patří mezi ně např.:
- hořící koule bahenního plynu nebo vodíku
- optický klam způsobený obyčejným bleskem
- světélkující peří ptáků
- UFO; více badatelů (mj. i český Hruška, australský Hughes a japonský) nezávisle na sobě upozornilo na možnou shodnost podstaty kulových blesků a tzv. hlavní třídy UFO (přirozeného původu), objevují se i teorie o shodě s podstatou tzv. pravých obilných kruhů.
- mimozemský původ
- původ v paralelním prostoru/světě, resp. vyšší dimenzi (např. 4D)
- duchovní původ; zjevení některých entit může mít podle některých badatelů někdy kulový tvar; takový jev je ale pravděpodobně většinou značně omezen co do rozměrů, jasu, teploty a schopnosti působit ničivě, navíc je pravděpodobné, že jej většinou mohou vnímat jen osoby senzitivní.